# Rune Gustavsson (frikyrkoman)
För andra betydelser, se Rune Gustavsson (olika betydelser).
Rune Evert Gunnar Gustavsson, född 13 november 1921 i Bredestads församling i Jönköpings län, död 15 mars 2013 i Aneby församling i Jönköpings län, var en svensk företagsledare och frikyrkoman.
Tillsammans med Sven Hultgren och Nils Andersson grundade Rune Gustavsson företaget Hags i Aneby 1948 och var också dess verkställande direktör. Han blev något år senare ensamägare efter att ha köpt ut sina kompanjoner. Företaget producerar redskap för lekplatser i offentliga miljöer och namnet bildades av efternamnsinitialerna på de tre grundarna.
Rune Gustavsson var ledamot av Örebromissionens styrelse 1970–1996 och vice ordförande där 1975–1996. Han var 1971–1996 ordförande i Kronobergsmissionen som var Örebromissionens verksamhet i Småland och Blekinge. Han blev 1970 ordförande i Skandinaviska Turistmissionen, sedermera kallat Skandinaviska Turistkyrkan. Han var också engagerad i ledningen för Aneby Baptistförsamling i ett 50-tal år.
Han var från 1950 till hustruns död gift med Ingegärd Andersson (1919–2012).